# Tiago Real
Tiago Real do Prado (Curitiba, 26 gennaio 1989) è un calciatore brasiliano, centrocampista svincolato.

## Carriera
Ha giocato nella massima serie brasiliana.

## Palmarès

### Club

#### Competizioni nazionali
- Campeonato Brasileiro Série B: 1

Coritiba: 2010
- Campeonato Brasileiro Série C: 1

Joinville: 2011
- Coppa del Re del Bahrein: 1

Al-Muharraq: 2019-2020
- Coppa della Federazione calcistica del Bahrein: 1

Al-Muharraq: 2020-2021

#### Competizioni statali
- Campionato Baiano: 2

Bahia: 2015
Vitória: 2016
- Campionato Paranaense: 1

Coritiba: 2017